# 1. Mai 2008 in Hamburg

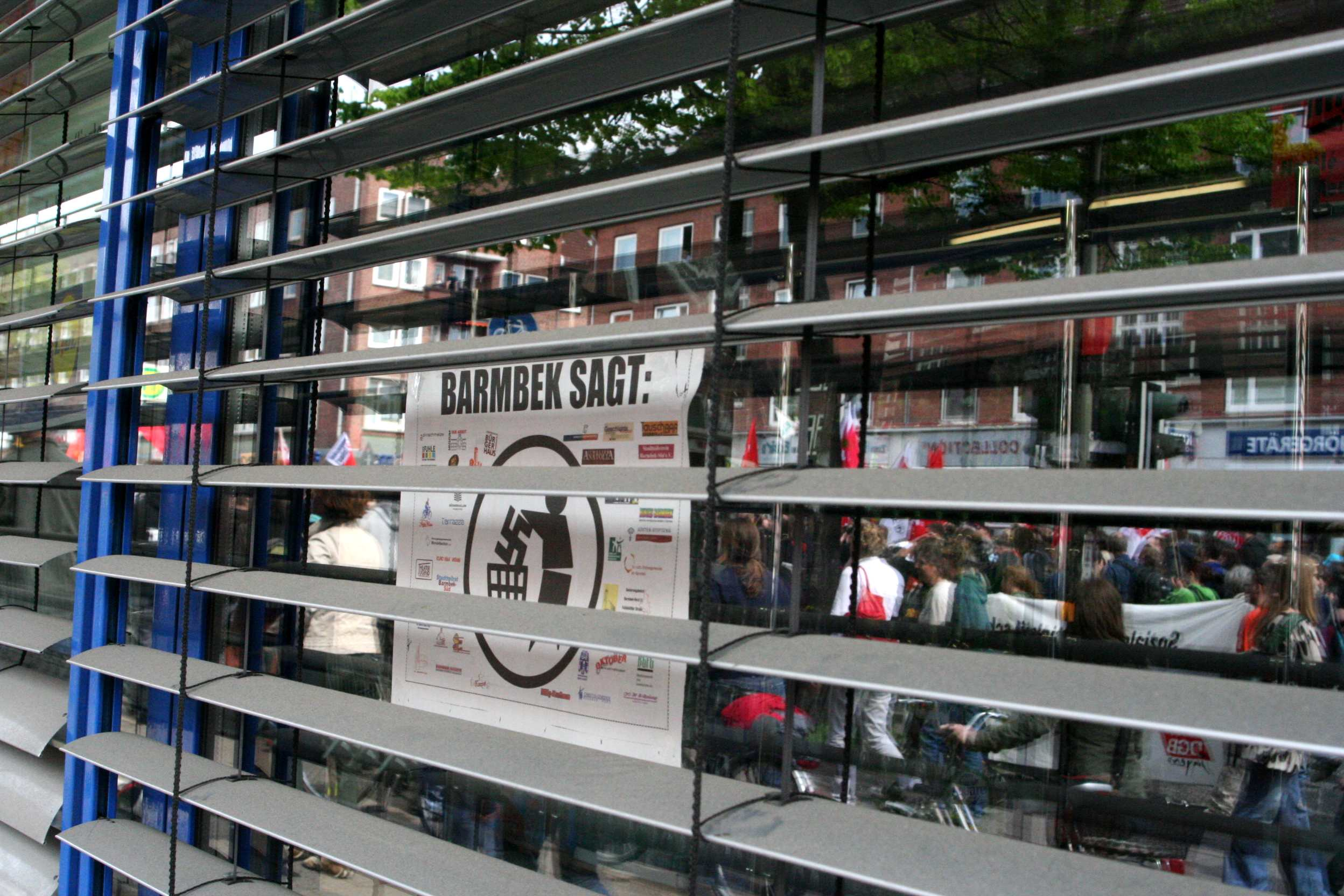
Aufruf zur Gegendemonstration während des Protestmarsches

2008 rief die NPD bundesweit zu einer Demonstration im Hamburger Arbeiterstadtteil Barmbek am 1. Mai auf. Die versuchte Besetzung des Internationalen Arbeiterkampftages durch die neonazistische Partei führte zu großen Gegenprotesten eines breiten gesellschaftlichen Spektrums. Statt der erwarteten 700 demonstrierten 1500 Neonazis unter dem Motto „Arbeit und soziale Gerechtigkeit für alle Deutschen – Gemeinsam gegen Globalisierung!“. Tausende Gegendemonstranten protestierten mehrheitlich friedlich gegen die Neonazis. Am Rande der Demonstration kam es zu gewaltsamen Konfrontationen zwischen Neonazis, Autonomen und der Polizei. Bei der Veranstaltung traten die Freien Kameradschaften zum ersten Mal als Unterstützer der NPD deutlich, zahlenmäßig bedeutsam und gewalttätig in der Öffentlichkeit auf.

## Demonstration und Gegendemonstration

### Demonstration

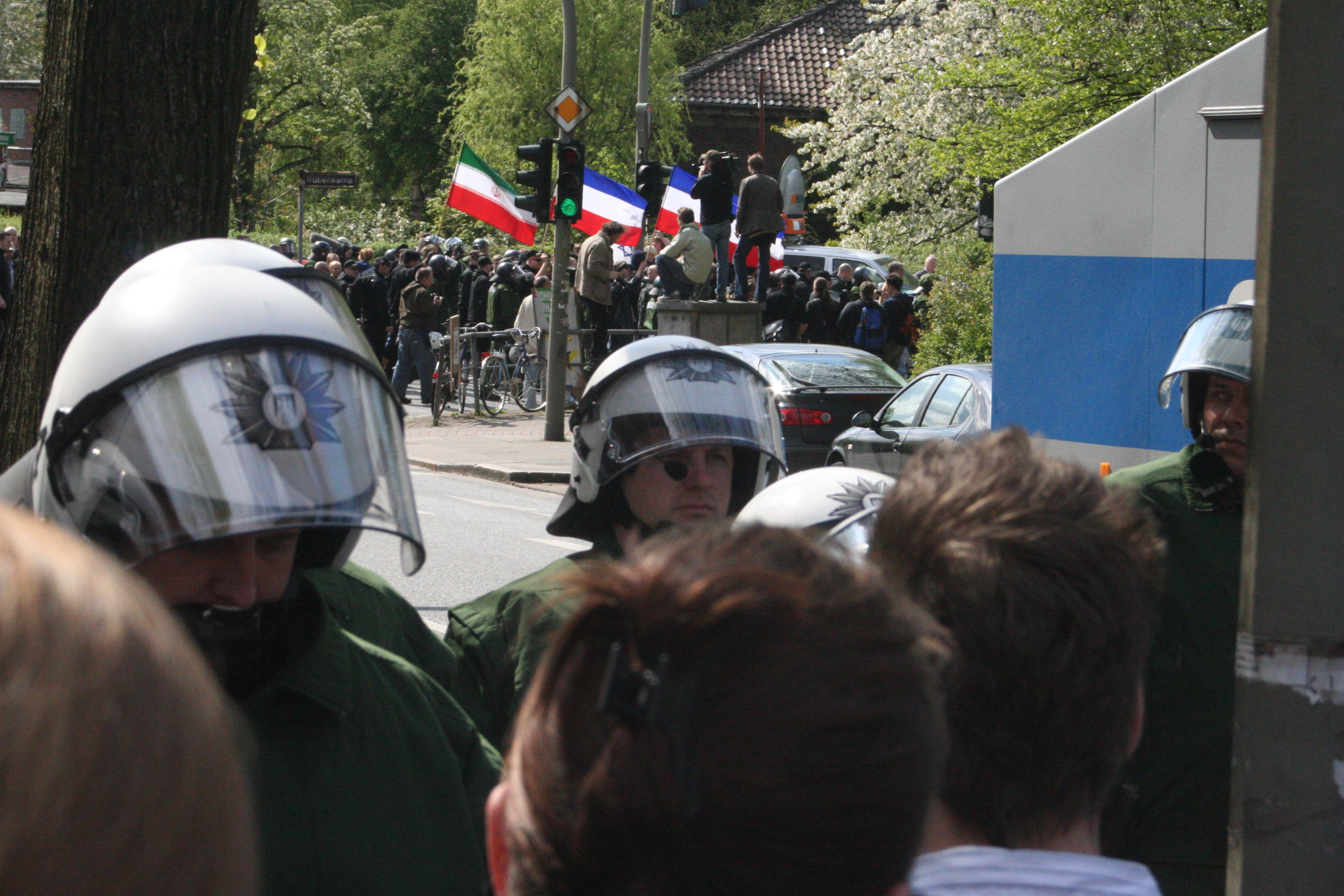
NPD-Demonstrationszug

Die NPD hatte bundesweit unter dem Motto „Arbeit und soziale Gerechtigkeit für alle Deutschen – Gemeinsam gegen Globalisierung!“ zu der Demonstration in Hamburg-Barmbek als „Nationaler 1. Mai“ aufgerufen. Zuvor hatte beim NPD-Bundesparteitag 2008 der Bundesvorsitzende Udo Voigt ausdrücklich den Schwarzen Block begrüßt und klargestellt, dass man sich „nicht durch die Medien und nicht durch Hetze auseinanderdividieren“ lasse. Dieser Schwarze Block stellte einen Großteil der Demonstranten der NPD-Versammlung in Hamburg. An der Demonstration nahmen führende NPD-Mitglieder wie Jürgen Rieger, Thomas Wulff, Dieter Riefling und Torben Klebe teil.
Der Norddeutsche Rundfunk (NDR) sprach von 1500 Demonstranten. Die Polizei gab ihre Zahl mit rund 700 an.
Die Neonazis reisten in gemieteten Reisebussen und mit öffentlichen Verkehrsmitteln an. Um nach Barmbek zu gelangen, nutzten sie die S-Bahnen vom Hamburger Hauptbahnhof.
Ursprünglich sollte die Demonstration um 12 Uhr starten, jedoch führten Gleisblockaden und einzelne Brandstiftungen entlang der Anreiserouten in Hamburg zu erheblichen Verzögerungen. Ab 16 Uhr marschierten die Demonstranten der rechtsextremen Szene durch Hamburg. Unter den rechtsextremen Demonstranten befanden sich nach Schätzungen 300 bis 500 autonome Nationalisten.
Fast alle Reisebusse der rechten Demonstrationsteilnehmer wurden durch Steinwürfe von Gegendemonstranten teilweise entglast. Die Busfahrer fuhren daraufhin mit ihren Fahrzeugen ab. Dies führte dazu, dass ein Großteil der Rechtsextremisten mit öffentlichen Verkehrsmitteln abreisen musste.

### Gegendemonstration
Zu der Gegendemonstration unter dem Motto „Internationale Solidarität statt Volksgemeinschaft! Heraus zum antifaschistischen 1. Mai!“ rief das Hamburger Bündnis gegen Rechts auf, das aus Mitgliedern von Kirchen, Gewerkschaften, Antifa-Gruppen und den Landesverbänden der Parteien SPD, Die Linke und GAL Hamburg besteht. Der Protestmarsch startete am Wiesendamm beim S-Bahnhof Barmbek, wurde mehrmals durch Aufforderungen der Polizei gestoppt und endete am Ohlsdorfer Friedhof. An mehreren Stellen waren die Demonstrationen in Sichtweite zueinander. Die Zahl der Gegendemonstranten wird auf 7000 geschätzt, darunter etwa 1600 militante Autonome (Schwarzer Block), 1000 gemäßigte Autonome und 1400 weitere Linksradikale.

## Ausschreitungen und Polizeieinsatz

### Verlauf der Ausschreitungen
Bereits am Vorabend kam es in der Sternschanze im Bereich der Roten Flora zu Ausschreitungen. Militante Autonome bewarfen Polizeibeamte mit Steinen, ein Polizist wurde verletzt; sie zündeten Müllcontainer an und zerstörten die Scheiben einer Sparkasse. Nach einem Wasserwerfereinsatz der Polizei beruhigte sich die Situation.
Auch am Morgen des 1. Mai ab 10:45 Uhr kam es in Barmbek zu schweren Ausschreitungen. Die Polizei riegelte alle Zufahrtswege zum Stadtteil ab. Autonome zogen Reifen auf die S-Bahngleise und setzten sie in Brand. Kurz darauf zündeten Unbekannte ein Reifenlager unweit des S-Bahnhofs Barmbek an. Anschließend lieferten sich linksradikale Gegendemonstranten stundenlange gewalttätige Straßenschlachten mit der Polizei. Dabei bewarfen sie die eingesetzten Polizeibeamten mit Steinen und Feuerwerkskörpern. Zudem zerstörten sie Läden und Bushaltestellen und errichteten brennende Barrikaden. Die Autonomen griffen den Wirt und die Gäste eines Lokals an. Ein Streifenwagen der Polizei sowie sechs Pkw gingen in Flammen auf. An der Hellbrookstraße griffen etwa 150 Autonome rund 50 Rechtsradikale an. An der Saarlandstraße gingen rechte Demonstranten auf linke Gegendemonstranten los. Die Polizei konnte die Gruppen nur durch Einsatz des Mobilen Einsatzkommandos und der Wasserwerfer trennen. Die Wege der Demonstranten und Gegendemonstranten kreuzten sich nicht zeitlich. Die Autonomen, die zuerst die Straßenkreuzungen passierten, blockierten aber anschließend den Straßenbereich. Aus dem Gegenaufzug spalteten sich zunehmend mit Knüppeln bewaffnete Autonome ab; sie zerstachen Reifen, warfen Scheiben der Firmen und Autohäuser ein und legten mehrere Feuer. Die Feuerwehr weigerte sich aus Angst vor Übergriffen, die Feuer zu löschen.
Rechte Gewalttäter griffen Journalisten an. Nach Angaben eines Polizeisprechers stufte die Polizei 80 Prozent der rechtsradikalen Teilnehmer als gewaltbereit ein. Die Gewalt bei den Krawallen im Umfeld der Demonstrationen ist nach Einschätzung der Polizei von den rechtsextremistischen Demonstranten ausgegangen. „Die Aggression und nackte Gewalt ging von den Rechten aus“, sagte der Polizei-Einsatzleiter gegenüber dem Nachrichtenmagazin Der Spiegel. Zu den Demonstrationen wurde Bereitschaftspolizei aus Niedersachsen, Bremen, Schleswig-Holstein und Hamburg zusammengezogen. 2500 Polizisten waren im Einsatz. Bei den Ausschreitungen am Nachmittag nahm die Polizei rund 250 Gegendemonstranten fest oder in Gewahrsam. Über 20 Polizisten aus verschiedenen Bundesländern wurden verletzt. Nach Meinung des Zapp-Magazins sei die Polizei überfordert gewesen, weil 2500 Einsatzkräfte zu wenig gewesen seien.
Nach Schätzungen der Polizei zogen etwa 4000 meist vermummte Autonome nach der offiziellen Beendigung der Gegendemonstration in Gruppen durch die Straßen und griffen immer wieder Polizeikräfte mit Steinen und Flaschen an. Am Abend kam es im Schanzenviertel zu weiteren Ausschreitungen. Militante Autonome bewarfen Einsatzkräfte der Polizei mit Steinen und beschossen sie mit Feuerwerkskörpern. Es wurden Scheiben einer Sparkasse beschädigt und eine Barrikade errichtet. Die Polizei ging mit Wasserwerfern vor und beseitigte die Barrikade. Einige Autonome wurden in Gewahrsam genommen.

### Kritik am Eilverfahren des Oberverwaltungsgerichtes
Um ein Zusammentreffen der Demonstranten mit den Gegendemonstranten zu verhindern, hatte die Polizei den Demonstranten strenge Auflagen erteilt. Sie bestanden darin, dass Linke und Rechte einen halben Kilometer voneinander entfernt demonstrieren sollten, so dass zwischen den Lagern eine ausreichend große Pufferzone vorhanden gewesen wäre. Auch hätten die Demonstranten keine Glasflaschen und Dosen mitführen dürfen, um sie nicht als Wurfgeschosse zu benutzen. Das Oberverwaltungsgericht Hamburg hob die Auflagen am Abend vor der Demonstration jedoch im Eilverfahren auf, so dass sich Rechte und Linke bei den Demonstrationen bis auf Sichtweite näherten. Anstatt zwei abgeschottete Blöcke zu überwachen, fungierte nunmehr die Polizei als Puffer.
Das Urteil des Verwaltungsgerichtes rief großenteils Unverständnis hervor. Der Hamburger Innensenator Udo Nagel gab an, dass die Polizei „nach einer sorgfältigen und auf Fakten gestützten Gefahrenprognose“ Auflagen verfügt habe, „um ein Aufeinandertreffen der gegnerischen Versammlungsteilnehmer verhindern zu können“. Er hielt die Entscheidung des Oberverwaltungsgerichtes für „unbegreiflich“. Seiner Ansicht nach habe das Gericht „nicht nur die eingesetzten Polizeikräfte, sondern auch Unbeteiligte größten Gefahren ausgesetzt“. Der Bundesvorsitzende der Gewerkschaft der Polizei Konrad Freiberg hielt dem Gericht vor, es habe „unverantwortlich“ gehandelt. Die Polizeipressestelle teilte mit, dass die Polizei nicht nur etwa 1500 rechte und 7000 linke Demonstranten voneinander hätte trennen, sondern gleichzeitig auch die Anwohner vor Übergriffen schützen müssen, was unmöglich zu bewältigen gewesen sei. Das Oberverwaltungsgericht hätte „berücksichtigen müssen, dass die Polizei so nicht in der Lage“ gewesen sei, „den Einsatz zu bewältigen.“ Selbst für Experten sei die gerichtliche Entscheidung „nicht nachvollziehbar“. Der Hamburger Polizeipräsident Werner Jantosch kündigte mit Blick auf die Entscheidung des Oberverwaltungsgerichtes „Nachbearbeitungsbedarf“ an. Der Präsident des Oberverwaltungsgerichts, Rolf Gestefeld, wies die Kritik der Polizei und der Gewerkschaft an der Entscheidung des Gerichtes zurück. Seiner Auffassung zufolge hätten die Ausschreitungen „überwiegend in großer Entfernung von der Demonstrationsroute“ stattgefunden, so dass die von der Polizei vorgesehene Auflagen „daran nichts geändert“ hätten.

## Neue Form und Verhalten der rechtsextremistischen Szene
Auf der 1.-Mai-Demonstration in Barmbek versuchte die NPD bewusst das Thema der sozialen Frage zu besetzen. Die Partei unternahm schon seit mehreren Jahren Versuche, den 1. Mai für sich zu vereinnahmen. Nach Einschätzung von Beobachtern will die Partei den internationalen Tag der Arbeit in einen nationalen Kampftag umdeuten.
Nach Angaben von Medienvertretern fielen von den Demonstranten Sätze wie „Wir bringen dich um“. Stefan Schöllerman vom NDR gab an, die Neonazis hätten gezielt auf einzelne Journalisten eingeschlagen. Führende Mitglieder der NPD hätten zu den Übergriffen angestachelt. Der NPD-Politiker Thomas Wulff wird mit den Worten zitiert: „Wer uns zu nahe kommt, der wird unsere Gegenwehr spüren.“